# Замок Делгати
Замок Делгати (англ. Delgatie Castle) — шотландский замок, который расположен неподалёку от города Таррифф, в области Абердиншир, в Шотландии. Крепость является родовым поместьем клана Хэй.
Делгати — небольшое укрепление на месте замка известного ещё с 1030 года. Сохранившиеся части замка, стоящие сегодня, были построены между 1570 и 1579 годами. Дополнительные пристройки и часовни были добавлены в 1743 году.
Замок открыт для посещения на протяжении всего года кроме рождественских праздников, с 10.00 — 17.00.